# Othonna capensis
Othonna capensis là một loài thực vật có hoa trong họ Cúc. Loài này được L.H.Bailey mô tả khoa học đầu tiên năm 1901.